# Pablo Juliano
Pablo Adrián Juliano (Necochea, Argentina; 6 de abril de 1988) es un abogado y político argentino del partido Unión Cívica Radical. Es Diputado de la Nación Argentina por Buenos Aires desde 2023.

## Biografía
Juliano se egresó de abogado en la Universidad Nacional de La Plata.
Militante de la Unión Cívica Radical, fue presidente de la Juventud Radical bonaerense en 2016.
En 2017, integró la lista Cambiemos en las elecciones para Diputado de la Nación, y en 2021 integró la lista "Dar el Paso" en las primarias de Juntos por el Cambio. Todo esto, por la Provincia de Buenos Aires.
En las elecciones legislativas de 2023 fue electo Diputado Nacional por Buenos Aires en la lista de Juntos por el Cambio.

## Historial electoral
|  | 34,38 % |

|  | 42,15 % |

|  | 39,66 % |

|  | 45,57 % |

|  | 26,53 % |